# Pseudomorpha behrensi
Pseudomorpha behrensi är en skalbaggsart som beskrevs av Horn. Pseudomorpha behrensi ingår i släktet Pseudomorpha och familjen jordlöpare. Inga underarter finns listade i Catalogue of Life.